# Alain Lenglet
Pour les articles homonymes, voir Lenglet.
Alain Lenglet est un acteur français, né le 26 décembre 1954 à Suresnes. Sociétaire de la Comédie-Française, il est un ancien élève du Conservatoire national supérieur d'art dramatique dans les classes de Pierre Vial, Marcel Bluwal, Pierre Debauche. Alain Lenglet est chevalier dans l’Ordre des Arts et des Lettres.

## Théâtre

### Comédie-Française
- Entrée à la Comédie-Française le 1er décembre 1993
- Sociétaire le 1er janvier 2000
- 502e sociétaire[1]
- 1994 : Lucrèce Borgia de Victor Hugo, mise en scène Jean-Luc Boutté
- 1994 : Un mari d'Italo Svevo, mise en scène Jacques Lassalle, Théâtre du Vieux-Colombier
- 1994 : Monsieur Bob’le de Georges Schehadé, mise en scène Jean-Louis Benoît, Théâtre du Vieux-Colombier
- 1995 : Bajazet de Racine, mise en scène Éric Vigner, Théâtre du Vieux-Colombier
- 1995 : La Double Inconstance de Marivaux, mise en scène Jean-Pierre Miquel, Théâtre du Vieux-Colombier
- 1996 : Tite et Bérénice de Corneille, mise en scène Patrick Guinand, Théâtre du Vieux-Colombier
- 1996 : Clitandre ou l'Innocence délivrée de Corneille, mise en scène Muriel Mayette
- 1997 : Les Fausses Confidences de Marivaux, mise en scène Jean-Pierre Miquel
- 1997 : La Vie parisienne de Jacques Offenbach, mise en scène Daniel Mesguich
- 1998 : L'Hiver sous la table de Roland Topor, mise en scène Claude Confortès, Studio-Théâtre de la Comédie-Française
- 1998 : Les Femmes savantes de Molière, mise en scène Simon Eine
- 1998 : La Tempête de William Shakespeare, mise en scène Daniel Mesguich
- 1998 : La Cerisaie d'Anton Tchekhov, mise en scène Alain Françon
- 1999 : George Dandin de Molière, mise en scène Catherine Hiegel, Théâtre du Vieux-Colombier, Salle Richelieu
- 1999 : L'École des maris de Molière, mise en scène Thierry Hancisse
- 2000 : Va donc chez Törpe de François Billetdoux, mise en scène Georges Werler, Théâtre du Vieux-Colombier
- 2001 : La Bibliothèque de… Jack Kerouac, lecture, Studio-Théâtre
- 2001 : Sganarelle ou le cocu imaginaire de Molière, mise en scène Thierry Hancisse, Studio-Théâtre
- 2001 : Le Malade imaginaire de Molière, mise en scène Claude Stratz, Salle Richelieu
- 2002 : Un jour de légende - Les Temps modernes de Victor Hugo d'après La Légende des siècles, poèmes lus à plusieurs voix
- 2002 : Mother clap's Mollyhouse (La Mère Chtouille et La Maison Manchette) de Mark Ravenhill, mise en lecture Michel Didym, Studio-Théâtre
- 2002 : Vie du grand dom Quichotte et du gros Sancho Pança d'António José da Silva, mise en lecture Michel Didym, Studio-Théâtre
- 2002 : Le Vertige des animaux avant l'abattage de Dimítris Dimitriádis, mise en lecture Michel Didym et Armando Llamas, Studio-Théâtre
- 2002 : Le Malade imaginaire de Molière, mise en scène Claude Stratz, Salle Richelieu
- 2003 : Ah, vous voilà Dumas ?! d'Alexandre Dumas, mise en scène Alain Pralon, Studio-Théâtre
- 2003 : Le Malade imaginaire de Molière, mise en scène Claude Stratz
- 2003 : Bouli Miro de Fabrice Melquiot, mise en scène Christian Gonon, Studio-Théâtre
- 2004 : Le Conte d'hiver de William Shakespeare, mise en scène Muriel Mayette, Studio-Théâtre
- 2004 : Le Malade imaginaire de Molière, mise en scène Claude Stratz, Salle Richelieu
- 2004 : Bouli Miro de Fabrice Melquiot, mise en scène Christian Gonon, Studio-Théâtre
- 2005 : Laboratoire des formes : Robert Garnier, mise en scène Éric Ruf, Studio-Théâtre
- 2005 : Le Malade imaginaire de Molière, mise en scène Claude Stratz, Salle Richelieu
- 2005 : Bouli redéboule de Fabrice Melquiot, mise en scène Philippe Lagrue, Studio-Théâtre
- 2006 : Molière/Lully, deux comédies-ballets de Molière, mise en scène Jonathan Duverger et Jean-Marie Villégier
- 2006 : Cyrano de Bergerac d'Edmond Rostand, mise en scène Denis Podalydès, Salle Richelieu
- 2006 : Le Malade imaginaire de Molière, mise en scène Claude Stratz, Salle Richelieu
- 2007 : Le Retour au désert de Bernard-Marie Koltès, mise en scène Muriel Mayette, Salle Richelieu
- 2007 : Les Temps difficiles d'Édouard Bourdet, mise en scène Jean-Claude Berutti, Théâtre du Vieux-Colombier
- 2007 : Le Malade imaginaire de Molière, mise en scène Claude Stratz, Salle Richelieu
- 2007 : Cyrano de Bergerac d'Edmond Rostand, mise en scène Denis Podalydès, Salle Richelieu
- 2007 : La Mégère apprivoisée de William Shakespeare, mise en scène Oskaras Koršunovas
- 2008 : Vie du grand dom Quichotte et du gros Sancho Pança d'António José da Silva, mise en scène Émilie Valantin
- 2008 : Cyrano de Bergerac d'Edmond Rostand, mise en scène Denis Podalydès, Salle Richelieu
- 2008 : La Mégère apprivoisée de William Shakespeare, mise en scène Oskaras Koršunovas
- 2008 : L'Illusion comique de Corneille, mise en scène Galin Stoev
- 2009 : La Grande Magie d'Eduardo de Filippo, mise en scène Dan Jemmett, Salle Richelieu
- 2009 : Vie du grand dom Quichotte et du gros Sancho Pança d'António José da Silva, mise en scène Émilie Valantin
- 2009 : Figaro divorce d'Ödön von Horváth, mise en scène Jacques Lassalle, Salle Richelieu
- 2010 : L'Illusion comique de Corneille, mise en scène Galin Stoev
- 2010 : Les Oiseaux d'Aristophane, mise en scène Alfredo Arias, Salle Richelieu
- 2010 : Cyrano de Bergerac d'Edmond Rostand, mise en scène Denis Podalydès
- 2010 : La Grande Magie d'Eduardo de Filippo, mise en scène Dan Jemmett, Salle Richelieu
- 2010 : Le Mariage de Nikolaï Gogol, mise en scène Lilo Baur, Théâtre du Vieux-Colombier
- 2011 : Les affaires sont les affaires d'Octave Mirbeau, mise en scène Marc Paquien, Théâtre du Vieux-Colombier
- 2011 : Ubu roi d'Alfred Jarry, mise en scène Jean-Pierre Vincent, Salle Richelieu, Venceslas, 5e noble, magistrat, 1er financier et boyard
- 2012 : Le Malade imaginaire de Molière, mise en scène Claude Stratz, Théâtre Éphémère, Béralde (en alternance)
- 2012 : Dom Juan ou le Festin de pierre de Molière, mise en scène Jean-Pierre Vincent, Théâtre Éphémère, Don Louis
- 2012-2013 : La Place royale de Pierre Corneille, mise en scène Anne-Laure Liégeois, Théâtre du Vieux-Colombier, Lysis
- 2013 : Hamlet de William Shakespeare, mise en scène Dan Jemmett, Salle Richelieu, Horatio
- 2016 : Cyrano de Bergerac d'Edmond Rostand, mise en scène Denis Podalydès, Salle Richelieu, Lignière
- 2016 : La Demande d'emploi de Michel Vinaver, mise en scène Gilles David, Studio Comédie-Française, Fage
- 2016 : George Dandin et La Jalousie du barbouillé de Molière, mise en scène Hervé Pierre, Théâtre du Vieux-Colombier, Monsieur de Sotenville / Gorgibus
- 2016 : Le Cerf et le Chien d'après Les Contes du chat perché de Marcel Aymé, mise en scène Véronique Vella, Studio-Théâtre, Le Père
- 2017 : La Règle du jeu de Jean Renoir, mise en scène Christiane Jatahy, Salle Richelieu, Saint-Aubin
- 2017 : Bajazet de Jean Racine, mise en scène Eric Ruf, Théâtre du Vieux-Colombier, Osmin
- 2017 : L'Hôtel du libre échange de Georges Feydeau, mise en scène Isabelle Nanty, Salle Richelieu
- 2018 : Poussière de Lars Noren, mise en scène de l'auteur, Salle Richelieu
- 2019 : Lucrèce Borgia de Victor Hugo, mise en scène de Denis Podalydès, salle Richelieu
- 2019 : Le Voyage de G. Mastorna d’après Federico Fellini, mise en scène Marie Rémond, Théâtre du Vieux-Colombier
- 2019-2020 : Le Malade imaginaire de Molière, d'après la mise en scène de Claude Stratz, tournée et théâtre Marigny
- 2022 : Le Misanthrope de Molière, mise en scène Clément Hervieu-Léger, Salle Richelieu
- 2022 : Le Malade imaginaire de Molière, mise en scène Claude Stratz, Salle Richelieu
- 2022 : L'Avare de Molière, mise en scène Lilo Baur, Salle Richelieu
- 2022 : Gabriel d'après George Sand, mise en scène Laurent Delvert, Théâtre du Vieux-Colombier
- 2023 : La Dame de la mer de Henrik Ibsen, mise en scène Géraldine Martineau, Théâtre du Vieux-Colombier
- 2023 : Et si c'étaient eux ? de et mise en scène Christophe Montenez et Jules Sagot, Théâtre du Vieux-Colombier
- 2024 : Macbeth de William Shakespeare, mise en scène Silvia Costa, Salle Richelieu
- 2024 : Le Soulier de satin de Paul Claudel, mise en scène Éric Ruf, Salle Richelieu

### Hors Comédie-Française
- 1979 : Anecdotes provinciales d'Alexandre Vampilov, mise en scène Gabriel Garran, Festival d'Avignon, Théâtre de la Commune
- 1980 : Macbeth de William Shakespeare, mise en scène Jacques Rosner, Théâtre des Bouffes du Nord
- 1980 : Du côté des îles de Pierre Laville, mise en scène Jacques Rosner, Théâtre national de l'Odéon
- 1981 : Tu as bien fait de venir, Paul de Louis Calaferte, mise en scène Jean-Pierre Miquel, Petit Odéon
- 1981 : Le Roi Lear de William Shakespeare, mise en scène Daniel Mesguich, Festival d’Avignon
- 1981 : Gaston Portail contre Raoul Casborgnac, philosophe de Désirée Olmi, mise en scène Daniel Mesguich, Festival d’Avignon
- 1981 : La Secrétaire de Natalia Ginzburg, mise en scène Pierre Ascaride, Théâtre de la Commune
- 1982 : La Mort en ce théâtre de Pierre-Mourad Mansouri, mise en scène Christian Benedetti, Festival d'Avignon
- 1982 : La Statue de la Liberté de A.B. Kern, mise en scène Jacques Seiler
- 1982 : L'Incroyable et Triste Histoire de la candide Erendira et de sa grand-mère diabolique de Gabriel García Márquez, mise en scène Augusto Boal, Théâtre de l'Est Parisien
- 1983 : Othello de William Shakespeare, mise en scène Pierre Debauche
- 1984 : 325 000 Francs de Roger Vailland, mise en scène Guy Rétoré, Théâtre de l'Est Parisien
- 1985 : La Collection d'Harold Pinter, mise en scène Jean-Pierre Miquel, Centre Dramatique National de Reims, Théâtre 13
- 1986 : Les Justes d'Albert Camus, mise en scène Jean-Pierre Miquel, Théâtre national de l'Odéon
- 1986 : Le Rire national de Jean-Pierre Klein, mise en scène de l'auteur
- 1986 : Poussière pourpre de Sean O'Casey, mise en scène Guy Rétoré, Théâtre de l'Est Parisien
- 1987 : À pied de Slawomir Mrozek, mise en scène Laurent Terzieff, Théâtre 13
- 1989 : Henri IV de Luigi Pirandello, mise en scène Armand Delcampe, Théâtre de l'Atelier
- 1990 : Minna von Barnheim ou la fortune du soldat de Gotthold Ephraim Lessing, mise en scène Claude Yersin, Nouveau théâtre d'Angers, Les Gémeaux
- 1991 : Ah ! le grand homme de Pierre Pradinas et Simon Pradinas, mise en scène Pierre Pradinas, Théâtre Jean Vilar Suresnes, Festival du Jeune Théâtre d'Alès, Festival d'Avignon
- 1991 : Les Guerres picrocholines d'après François Rabelais, mise en scène Pierre Pradinas, Printemps des comédiens Montpellier, Maison des arts et de la culture de Créteil
- 1991 : La Nuit du père de Richard Demarcy, mise en scène de l'auteur, Théâtre de la Tempête
- 1992 : La Cave de l'effroi de Gabor Rassov, mise en scène Pierre Pradinas, Théâtre Jean Vilar Suresnes
- 1992 : Contes d'avant l'oubli de Jean-Pierre Klein d'après J.B. Singer, mise en scène Jean-Luc Porraz, Théâtre des Deux Rives Rouen, Théâtre de l'Est Parisien
- Esquisses viennoises de Peter Altenberg

Metteur en scène
- 2010 : La seule certitude que j'ai, c’est d’être dans le doute de Pierre Desproges, mise en scène avec Marc Fayet, Théâtre de l'Ouest Parisien

## Filmographie

### Cinéma
- 1981 : Une affaire d'hommes de Nicolas Ribowski
- 1983 : la Trace de Bernard Favre
- 1985 : Ki lo sa ? de Robert Guédiguian
- 1988 : Vent de galerne de Bernard Favre
- 1989 : Dieu vomit les tièdes de Robert Guédiguian
- 1995 : À la vie, à la mort de Robert Guédiguian
- 1999 : À l’attaque de Robert Guédiguian
- 2000 : La ville est tranquille de Robert Guédiguian : le déménageur de piano
- 2009 : L’Armée du crime de Robert Guédiguian
- 2015 : Une histoire de fou de Robert Guédiguian
- 2018 : Pupille de Jeanne Herry
- 2020 : De Gaulle de Gabriel Le Bomin

### Télévision
- 1981 : Le Roi Lear, de Jean-Marie Coldefy : Oswald
- 2010 : L'illusion comique de Mathieu Amalric

## Doublage

### Cinéma

#### Films
- 2009 : La Nuit au musée 2 : Le Penseur / Abraham Lincoln (Hank Azaria)
- 2009 : Good Morning England : Bob « le calme » (Ralph Brown)
- 2011 : Les Trois Mousquetaires : le cardinal de Richelieu (Christoph Waltz)
- 2015 : Back Home : Richard (David Strathairn)
- 2016 : Neruda : Gabriel González Videla (Alfredo Castro)

#### Film d'animation
- 2014 : Les Boxtrolls : Lord Belle Raclette[2]

### Télévision

#### Téléfilm
- 2018 : L'Amant secret : Herman (David Alexander)

#### Séries télévisées
- 2015-2020 : Occupied : Jesper Berg (Henrik Mestad) (24 épisodes)

## Distinctions
- Chevalier de l'ordre des Arts et des Lettres